# Dan Schneider
Dan James Schneider (ur. 14 stycznia 1966 w Memphis) – amerykański producent telewizyjny, reżyser, scenarzysta i aktor. Właściciel firmy produkcyjnej Schneider’s Bakery. Sześciokrotnie nominowany do nagrody Emmy.

## Życiorys
Urodził się w Memphis w stanie Tennessee w rodzinie żydowskiej  jako syn Carol i Harry’ego Schneiderów. Ma trzy starsze siostry. W 1982 ukończył White Station High School w Memphis, gdzie był przewodniczącym klasy. Przez jeden semestr studiował na Uniwersytecie Harvarda. Po powrocie do Memphis, znalazł pracę przy naprawie komputerów. Podczas studiów na Uniwersytecie Stanowym w Memphis został odkryty przez producenta filmowego. Wkrótce potem przeniósł się do Los Angeles, aby rozpocząć karierę w przemyśle rozrywkowym. Pracował jako dostawca pizzy podczas przesłuchań do kolejnych ról.
W 1984 zadebiutował w komedii dla nastolatków Płatny student (Making the Grade, 1984) u boku Judda Nelsona. Popularność przyniosła mu rola Ricky’ego Smitha w surrealistycznej czarnej komedii Lepiej umrzeć (Better Off Dead, 1985) z Johnem Cusackiem. Wystąpił potem jako Walter Peters w sitcomie ABC Home Free (1993) z Matthew Perrym i jako pan Bailey w komedii familijnej Operacja „Hamburger” (Good Burger, 1997).

## Życie prywatne
3 stycznia 2002 poślubił Lisę Lillien. Wspiera Szpital Badawczy St. Jude Children’s Research Hospital w Memphis w Tennessee.

## Kontrowersje
Dan Schneider jest oskarżany o seksualizowanie i fetyszyzowanie młodych gwiazd Nickelodeona. W serii „Quiet on Set: The Dark Side of Kids TV” pojawiły się insynuacje o wielu jego skandalicznych zachowaniach, których ofiarami byli nieletni aktorzy występujący w jego serialach. Wśród nich miały znaleźć się m.in. Jennette McCurdy i Ariana Grande.

## Filmy

### Jako aktor
- 1997: Operacja „Hamburger” jako pan Baily
- 1994: Tonya & Nancy: The Inside Story jako Shawn Eckhardt
- 1989: Szczęśliwi razem jako Stan
- 1989: Jak dostałem się na studia jako pesymistyczny chłopiec (niewymieniony w czołówce)
- 1989: Wysłuchaj mnie jako Nathan Gore
- 1984: Płatny student jako Blimp (niewymieniony w czołówce)
- 1983: Miss Lonelyhearts jako reporter

### Scenariusz
- 2008: Drake & Josh in New York!
- 2008: Wesołych świąt – Drake i Josh
- 2006: Drake i Josh jadą do Hollywood
- 2002: Duży, gruby kłamczuch
- 1997: Operacja „Hamburger”

### Produkcja
- 2008: Wesołych świąt – Drake i Josh

## Seriale

### Scenariusz
- 2015: Game Shakers. Jak wydać grę?
- 2014: Niebezpieczny Henryk
- 2013–2014: Sam & Cat
- 2010–2013: Victoria znaczy zwycięstwo
- 2007–2012: iCarly
- 2005–2008: Zoey 101
- 2004–2008: Drake i Josh
- 2002–2006: Siostrzyczki
- 1999–2002: Szał na Amandę
- 1998–1999: Guys Like Us(inne języki)
- 1986–1991: Head of the Class

### Jako aktor
- 1996–1999: Kenan i Kel jako Angus (gościnnie)
- 1993: Home Free jako Walter Peters
- 1986–1991: Head of the Class jako Dennis Bluden
- 1982–1987: Fame jako Cyrano (gościnnie)

### Produkcja
- 2015: Game Shakers. Jak wydać grę? (producent wykonawczy)
- 2012–2013: Gibby (producent wykonawczy)
- 2012–2013: Sam i Cat (producent wykonawczy)
- 2010–2012: Victoria znaczy zwycięstwo (producent wykonawczy)
- 2007–2012: iCarly (producent wykonawczy)
- 2005–2008: Zoey 101 (producent wykonawczy)
- 2004–2008: Drake i Josh (producent wykonawczy)
- 1999–2002: Szał na Amandę (producent wykonawczy)

## Nagrody
- Nagroda Emmy
  - Najlepszy program dla dzieci: 2005 Zoey 101
  - 2009 iCarly
  - 2010 iCarly
  - 2011 iCarly
  - 2011 Victoria znaczy zwycięstwo
  - 2012 iCarly
  - 2012 Victoria znaczy zwycięstwo